# Kidnapningen
Kidnapningen (Originaltitel: The Clearing) er en amerikansk thriller fra 2004 med Robert Redford og Helen Mirren i hovedrollerne og med instruktørdebutanten Pieter Jan Brugge, der  har arbejdet som en filmproducent.  Manuskriptet  er skrevet af Justin Haythe. Filmen er løst baseret på den virkelige hændelse med kidnapningen af Gerrit Jan Heijn, der  fandt sted i Holland i 1987.

## Handling
Wayne  Hayes (Redford), og hans kone Eileen (Mirren) udlever den amerikanske  drøm i en velhavende Pittsburgh forstad. De har to voksne børn og har opbygget  en succesfuld forretning fra bunden. Han ser frem  til en fredelig pensionering med Eileen. Men  alt ændrer sig, når Wayne bliver kidnappet ved højlys dag af en  tidligere medarbejder, Arnold Mack (Dafoe). Mens Wayne forsøger at forhandle med kidnapper for sit liv, og  Eileen forsøger at sikre sin mands løsladelse, hun finder sig selv ved  at blive undersøgt af FBI. Men Hayes er ikke sagens eneste offer. Kidnapningen og de "samtaler", som  kidnapperen Arnold tvinger Wayne til at deltage i, fortæller om en sølle eksistens, som ikke formår at leve op til den amerikanske drøm: At opbygge sin egen lykke.
Kidnapningen  tvinger Wayne og Eileen til at revurdere deres forhold, da Eileen  under opklaringsarbejdet opdager, at Wayne fortsat har en udenomsægteskabelig affære, som han  ellers havde lovet at afslutte adskillige måneder tidligere. På den måde sætter filmen også spørgsmålstegn ved den aamerikanske drømmetilværelse, som parret tilsyneladende har levet.
Eileen  begynder at spekulere på, om hun skulle betale løsepenge, da det  forekommer hende mere og mere usandsynligt, at Wayne bliver befriet med  livet i behold. imidlertid er Eileens bestræbelser på at sikre Waynes  løsladelse forgæves. Wayne bliver myrdet af Arnold på et tidligt tidspunkt i kidnapningen. Eileens  prøvelser finder sted henover en uges tid, mens Wayne dræbes samme dag han bliver kidnappet. Men denne uoverensstemmelse i tid bliver sløret af instruktørens filmiske virkemidler. I hele filmens fortælling krydsklippes mellem Waynes bortførelse gennem en skov og familiens prøvelser. Indtil filmens slutning forekommer det for en overfladisk betragtning, at Wayne og Eileens oplevelser forekommer parallelt. Den forskudte tid bliver først afsløret i slutningen af filmen. 

## Medvirkende
- Robert Redford som Wayne Hayes
- Helen Mirren som Eileen Hayes
- Willem Dafoe som Arnold Mack
- Alessandro Nivola som Tim Hayes
- Matt Craven som Agent Ray Fuller